# Особине органских једињења
Када се говори о физичким и хемијским особинама органских једињења мисли се на супстанце које се састоје од искључиво једне врсте молекула, те су својства те супстанце идентична својствима њених делова, молекула.

## Особине
Хемијске особине
- температура кључања
- температура топљења
- растворљивост
- проводљивост електрицитета и топлоте

Физичке особине
- боја
- мирис
- укус
- агрегатно стање

Услед знатног присуства угљеникових атома и ковалентних веза органска једињења показују неке особине по којима се разликују од неорганских једињења. Неке од тих особина су:
- Већина се угљенише при загревању, и сагорева без остатка
- Већина се топи на температурама испод 300 C°
- Већина кључа на веома ниским температурама
- Већина је нерастворљива у неорганским растварачима, али се веома добро раствара у органским, као што је на пример алкохол, ацетон или угљеник-тетрахлорид
- Већина хемијских реакција органских једињења су молекулске и врше се веома споро
- Већина органских једињења електролити